# Pandanus chiliocarpus
Pandanus chiliocarpus är en enhjärtbladig växtart som beskrevs av Otto Stapf. Pandanus chiliocarpus ingår i släktet Pandanus och familjen Pandanaceae. Inga underarter finns listade.